# Slater (Iowa)
Slater è una città degli Stati Uniti d'America, situata nello Stato dell'Iowa, nella contea di Story.